# Dźwierzutki
Dźwierzutki – zniesiona kolonia w Polsce położona w województwie warmińsko-mazurskim, w powiecie szczycieńskim, w gminie Dźwierzuty.
Nazwę zniesiono z 2025 r.
Według podziału administracyjnego Polski obowiązującego w latach 1975–1998 miejscowość należała do województwa olsztyńskiego.